# Peter Keetman
Peter Keetman (Elberfeld, 1916 - Marquartstein, 2005) fue un fotógrafo alemán. Fue uno de los representantes principales de la fotografía subjetiva y miembro del grupo Fotoform que ejerció gran influencia durante la postguerra de la Segunda Guerra Mundial.

## Biografía
Aprendió fotografía siendo muy joven ya que su padre era un gran aficionado a ella. Con dieciocho años decidió estudiar en la Escuela de fotografía del Estado de Baviera de Múnich y con veintiuno aprobó el examen de aprendiz. A continuación comenzó a trabajar en Duisburgo con el fotógrafo Gertrud Hesse durante dos años y poco después se dedicó a la fotografía industrial, trabajando para la empresa C.H. Schmeck en Aquisgrán Durante la Segunda Guerra Mundial fue herido gravemente y no pudo trabajar.
A pesar de todo decidió continuar estudiando para maestro en la escuela de fotografía de Múnich y después con el fotógrafo Adolf Lazi en Stuttgart.

## Miembro del grupo Fotoform
En 1949 se convierte en miembro fundador de Fotoform junto a Otto Steinert, Siegfried Lauterwasser y Toni Schneiders entre otros, siendo uno de sus miembros más activos, en 1950 expuso en la primera Photokina. Su obra más conocida en el plano internacional es una colección de fotos de tipo experimental y se llama "Gotas irisadas de agua".
Entre los premios que ha recibido se encuentran:
- 1981, Medalla David Octavius Hill.
- 1991, Premio de cultura de la asociación alemana de fotografía.